# Principal objetivo
Principal objetivo (título original: Prime Target) es una película estadounidense de acción, comedia y crimen de 1991, dirigida por Phillip J. Roth y David Heavener, escrita por este último, musicalizada por Robert Garrett, en la fotografía estuvo Peter Wolf y los protagonistas son David Heavener, Tony Curtis e Isaac Hayes, entre otros. El filme fue producido por Hero Films y Golden Life Films; se estrenó el 27 de septiembre de 1991.

## Sinopsis
El policía John Bloodstone siempre se muestra perseverante al momento de perseguir a los corruptos y criminales. A causa de eso, un grupo de importantes políticos y empresarios quieren sacarlo de la policía para que no sea una traba en su camino.